# علي محمد عيسى
علي محمّد عيسى (1921 - 1999) هو أديبٌ وشاعرٌ مهجري.

## حياته وسيرته
وُلِد الشاعرُ والأديب علي محمّد عيسى سنةَ 1921 ميلاديّة، في قرية عين بستان التابعة لناحية دريكيش بمحافظة طرطوس. درس اللغةَ العربية من آيات القرآن الكريم ومن الكتب كانت تُدرّس في المدارس الابتدائية والمتوسّطة في منطقته. وهو ينتمي إلى أسرة كانت تعمل في الفلاحة والزراعة، وتعيش على ما تجنيه من أرضها. وفي سنة 1949 م هاجر إلى الأرجنتين ملتحقًا بأشقائه الثلاثة الذين سبقوه إليها؛ حيث مارس العملَ بالتجارة. وعاد إلى بلاده بعدَ نحو عشرين عامًا، وذلك سنةَ 1969 م ليتزوّج من إحدى قريباته، ثم ذهبَ بعائلته إلى مهجره مرّةً أخرى واستقرّ في مدينة توكمان بالأرجنتين، وبقي فيها حتّى وفاته سنة 1999 م، حيث دُفنَ فيها.

## شعره
نظم علي محمّد عيسى الشعرَ في سنّ مبكّرة، وكان قد حفظ الكثيرَ من أشعار العرب. وتجلّت هوايته في المطالعة وحفظ الشعر الموزون. ولديه الكثير من القصائد التي نشرتها مجلّات عصره في المهجر، مثل المواهب وصدى الشرق والأنباء. تميل قصائدُه إلى القِصَر، وتتفاوت ما بين الشكل التقريري المباشر والنمط الآخذ بقسطٍ من الشعريّة. وفضلًا عن نظمه الشعرَ الفصيح، فقد نظم عددًا من القصائد باللهجة العامّية مثل قصيدة بعنوان «أُغْنِية الأُمّ» جاء فيها:
لم يقتصر النتاجُ الأدبي للشاعر علي محمّد عيسى على الشعر، بل كانت له مقالاتٌ نثرية مختلفة ضمّتها صحف المهجر ومجلّاته. لقد اهتمّ الشاعر بآلام الإنسان، ووصف الطبيعة وبعض مفرداتها؛ وله في شكوى الدهر والحنين للوطن قسطٌ ونصيب. ولكنّه أكثرَ في شعره من قصائد المناسبات التي غلبت عليها الصفة التقريريّة والمباشرة، ففي قصيدة «شَرَعَ العَدْل» التي نظمها بمناسبة ذكرى المولد النبوي الشريف يقول:
كما اهتمّ الشاعر بقضايا أمّته، وعلى رأسها قضية فلسطين؛ فها هو يرى أنّ العيدَ الحقيقيّ لا يتحقّق إلا بتحريرها:
وللشاعر في مناسباتِ الرثاء جولات، فها هو ينعى في قصيدته «إيهِ سُلْطانَنا» سلطان باشا الأطرش، أحد القادة الوطنيين والمُجاهدين السوريين إبّانَ الاحتلال الفرنسي فيقول:
وفي قصيدة يرثي من خلالها أحدَ أصدقائه يقول:
ولكنّ نتاجَ علي محمّد عيسى لم يقتصر على المناسبات، فقد كانت تنتابه لحظاتٌ وجدانية من الشوق والحنين إلى وطنه، مثله مثل كثيرٍ من شعراء المهجر، فيقول:
وعندما يعلم الشاعر بأنّ أحدًا من أصدقائه عائدٌ أو زائر وطنَه، تستيقظ لديه لواعج الشوق والصبابة، فيوجّه تحيّته إلى أرضه وبلاده، ويتمنّى أن يكونَ مع العائدين:
وللشاعر في التأمّل نصيب وسَهْم، ففي قصيدته «سنّةُ الله» يخاطب زهرة الفلّ مشيرًا إلى أنّ لها نهاية رغم جمالها، وأنّ ذلك هو مآل كلّ حيٍّ على هذه الأرض بعد أن تنقضي الغايةُ من وجوده:
أخيرًا، نشير إلى أنّ شعرَ علي محمّد عيسى لم يُجمع رغم مضيّ سنين كثيرة على وفاته، فقام  د. حسّان أحمد قمحية بلَمْلَمَة ما استطاع إليه سبيلًا من قصائد الشاعر، متعقِّبًا بعض مجلّات المهجر الجنوبي التي كان ينشر فيها الشاعر مقالاتِه وقصائدَه، فأدركَ بعضَها، وانتزع منها تلك القصائد، فصدر الديوان سنة 2022م تحت اسم «ديوان الشاعر المهجري علي محمد عيسى».